# 1985

## أحداث

### يناير
- 1 يناير –

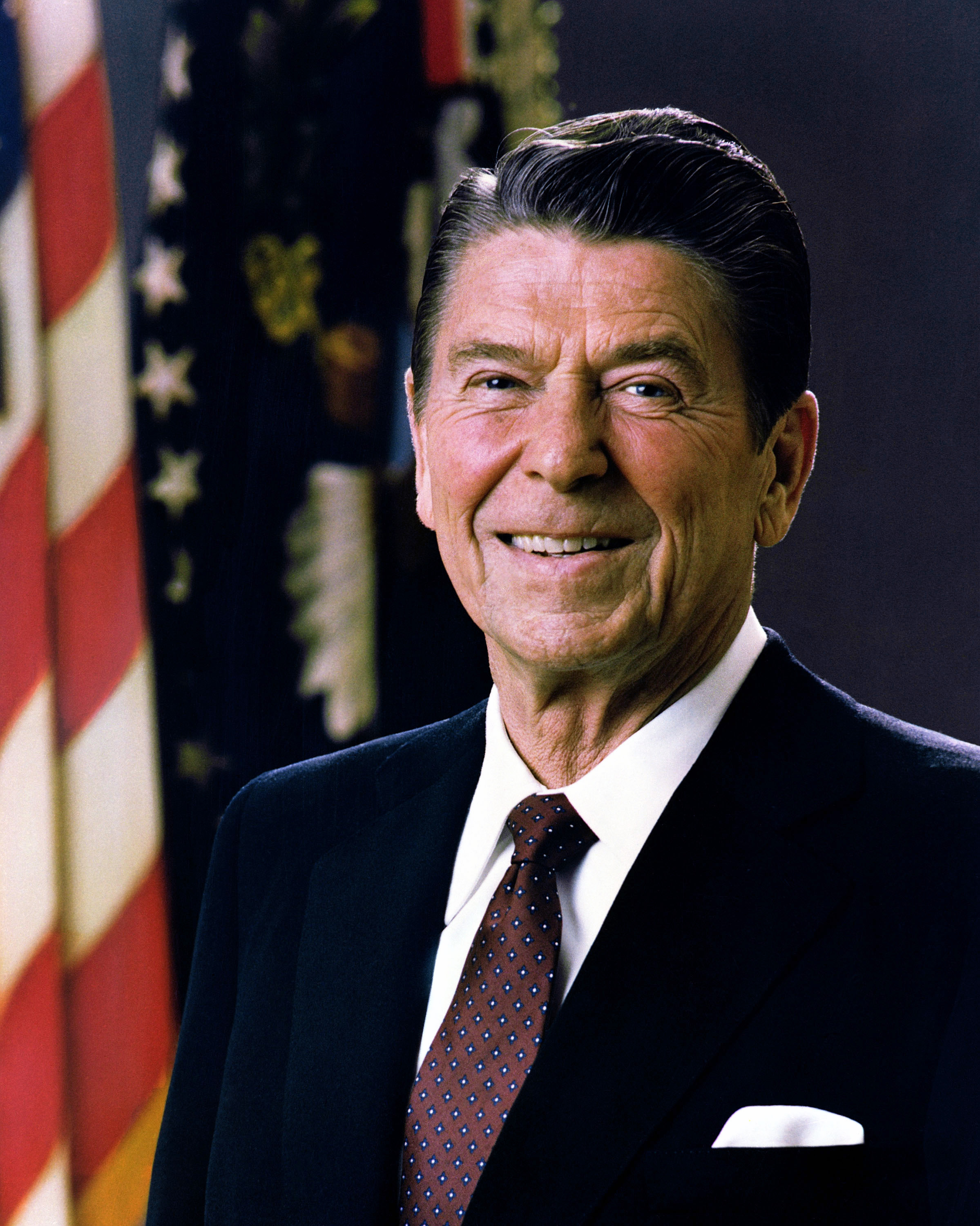
20 يناير - رونالد ريغان يؤدي القسم لفترة ثانية رئيساً لـ الولايات المتحدة الأمريكية

  - إنشاء نظام أسماء النطاقات في الإنترنت.
  - انسحاب  جرينلاند من السوق الأوروبية المشتركة.
  - شركة فودافون تطلق أول شبكة هاتف محمول في  المملكة المتحدة.
- 7 يناير –
  - شركة سيلنت (المعروفة لاحقاً باسم أو تو) تطلق ثاني شبكة هاتف محمول في  المملكة المتحدة.
  -  اليابان: وكالة استكشاف الفضاء اليابانية تطلق سفينة الفضاء الآلية «ساكيغاكي»، وهي أول سفينة فضائية بين الكواكب وأول تجربة فضائية تطلقها أي دولة بخلاف  الولايات المتحدة و الاتحاد السوفيتي.
- 13 يناير – قطار ركاب إثيوبي تغرق في أحد الوديان، وتقتل 428 شخصاً في أول كارثة قطارات في أفريقيا.
- 15 يناير – تانكريدو نيفيس ينتخب رئيساً لـ  البرازيل من قبل البرلمان، منهياً 21 سنة من الحكم العسكري للبلاد.
- 17 يناير – شركة بريتش تيليكوم (مجموعة بي تي) تعلن البدء في سحب أكشاش التلفون الحمراء الشهيرة من الشوارع.
- 20 يناير – رونالد ريغان يؤدي القسم الخاص لفترة ثانية كرئيساً ل  الولايات المتحدة لفترة ثانية.
- 21 يناير – رونالد ريغان يؤدي القسم الشعبي كرئيساً ل  الولايات المتحدة لفترة ثانية.
- 27 يناير – تشكيل منظمة التعاون الاقتصادي ECO.
- 28 يناير – تسجيل أغنية «نحن العالم» We are the World كعمل خيري للتضامن مع أفريقيا، ضمن حركة «أمريكا لأفريقيا» US for Africa.

### فبراير

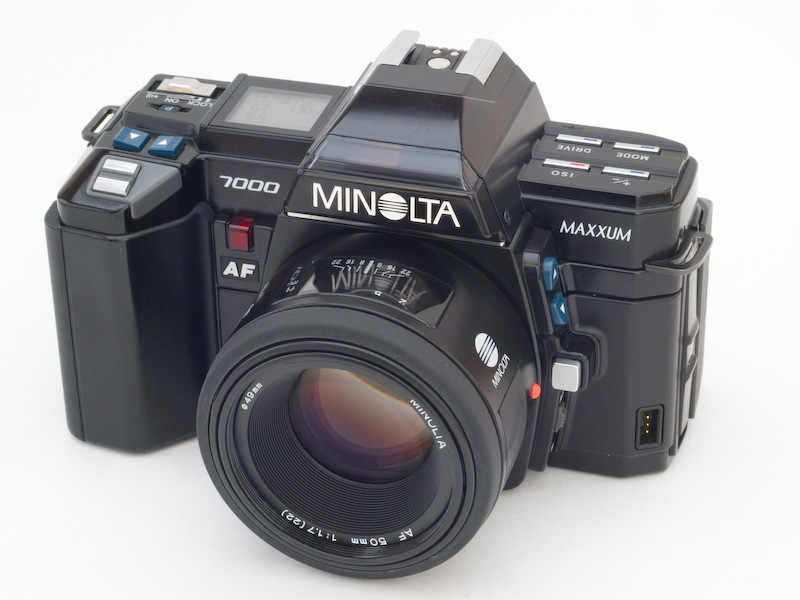
20 فبراير - كاميرا مينولتا ماكسوم 7000 أول كاميرا عاكسة مفردة العدسة تلقائية الضبط

- 4 فبراير – فتح الحدود بين  إسبانيا و جبل طارق للمرة الأولى منذ إغلاق فرانسيسكو فرانكو حاكم  إسبانيا لها في عام 1969.
- 5 فبراير –  أستراليا تلغي مشاركتها في اختبارات صواريخ إم إكس التي تقودها  الولايات المتحدة.
- 9 فبراير – خطف عميل وكالة مكافحة المخدرات الأميركية كيكي كامارينا وقتله في  المكسيك (اكتشفت جثته في 5 مارس).
- 12 فبراير – رفائيل أدييغو برونو يؤدي القسم كرئيس مؤقت لجمهورية  الأوروغواي.
- 14 فبراير – تحرير مراسل سي إن إن جيريمي ليفين من الأسر في  لبنان.
- 16 فبراير –
  -  إسرائيل تبدأ سحب قواتها من  لبنان.
  - إعلان ساسية وأيديولوجية حزب الله تجاه مدينة بيروت.
- 17 فبراير – فرقة البوب روك «تيرز فور فيرز» تصدر ألبوم بعنوان «أغاني من المقعد الكبير» في  المملكة المتحدة.
- 19 فبراير –
  - وليام شرودر أول مريض تجرى له عملية قلب صناعي يغادر المستشفى.
  - الرحلة 006 للخطوطة الجوية تشاينا إيرلانز، تتعرض لحادث أثناء التحليق، وينتج 22 إصابة طفيفة، وحالتان من الإصابة الخطيرة، ولم يقتل أحد.
  - أول حلقة من المسلسل التلفزيوني الطويل «إيست إندرز» تبث على تلفزيون بي بي سي وان، ويستمر المسلسل لمدة 35 سنة.
- 20 فبراير – شركة مينولتا Minolta تصدر كاميرا «ماكسوم 7000» Maxxum 7000 وهي أول كاميرا عاكسة مفردة العدسة تلقائية الضبط، في العالم.
- 28 فبراير – هجوم نيوري 1985: الجيش الجمهوري الأيرلندي ينفذ هجوماً بالهاون على مركز شرطة رويال أولستر في مدينة نيوري في  أيرلندا الشمالية، ويقتل تسعة ضباط، في أكبر حصيلة قتلى في هجوم على الشرطة في  أيرلندا الشمالية.

### مارس

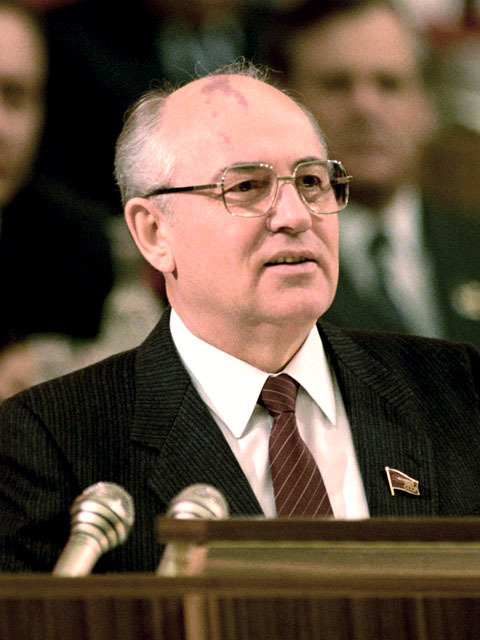
8 مارس - ميخائيل غورباتشوف يتولى قيادة الاتحاد السوفيتي

- نشر بيان جنو للمرة الأولى، والذي كتبه ريتشارد ستولمان.
- 1 مارس – بعد حكم ديكتاتوري استمر لمدة 12 سنة، خوليو ماريا سانغوينيتي يؤدي القسم كأول رئيس منتخب ديمقراطياً لجمهورية  الأوروغواي.
- 3 مارس – زلزال ألغاروبو بشدة 8 درجات، يضرب سانتياغو وفالبارايسو في  تشيلي، ويخلف 177 قتيل و2575 مصاب، ويدمر 142489 منزلاً، ويشرد أكثر من مليون شخص.
- 4 مارس – إدارة الغذاء والدواء في الولايات المتحدة تصادق على اختبار دم لفيروس الإيدز، ويتم اعتماده لفحص جميع التبرعات بالدم في  الولايات المتحدة.
- 8 مارس – انفجار سيارة مفخخة في بيروت، زرعت كمحاولة اغتيال لرجل الدين السيد محمد حسين فضل الله، وتقتل أكثر من 80 شخصاً وتجرح 200.
- 11 مارس –
  - ميخائيل غورباتشوف يتولى منصب الأمين العام للحزب الشيوعي السوفييتي، وقائد  الاتحاد السوفيتي.
  - محمد الفايد يشتري هارودز وهي شركة من سلسلة محلات تجارية تأسست في لندن.
- 15 مارس – نائب الرئيس البرازيلي خوسيه سارني، يقوم بأعمال رئيس  البرازيل الجديد تانكريدو نيفيس، بسبب تدهور حالته الصحية. وسيموت نيفيس في 21 أبريل لاحقاً، ويصبح سارني أول رئيس مدني للبرازيل بعد 21 سنة من حكم العسكريين.
- 16 مارس – اختطاف مراسل أسوشيتيد برس الصحفي تيري أندرسن في بيروت، ويتم إطلاق سراحه في 4 ديسمبر 1991.
- 17 مارس – المعرض العالمي إكبسو 85 يعقد في تسوكوبا في إيباراكي في  اليابان حتى 16 سبتمبر.
- 18 مارس – بدء بث أطول مسلسل تلفزيوني أسترالي وهو «نيبورز» Neughbours (جيران) على شبكة سيفن نيتوورك Seven Network.
- 21 مارس – لاعب ألعاب القوى والناشط الكندي ريك هانسن المصاب بشلل نصفي، يدشن مسيرة 40000 كيلومتر، ولمدة 26 شهراً، بهدف جمع تبرعات قدرها 26 مليون دولار لصالح مبادرات أبحاث الحبل الشوكي وجودة الحياة.
- 23 مارس – حل منظمة اتحاد أفريقيا ومالاغاسي، ومالاغاسي هي  مدغشقر الحالية.
- 24 مارس - وقوع انفجار في صلاة الجمعة طهران أثناء خطبة علي خامنئي، ما أسفر عن مقتل 14 شخصا وجرح 88 وانتسب الي منظمة مجاهدي خلق.
- 24 مارس – أرثر دي نيكلسون الضابط في الاستخبارات العسكرية الأمريكية يطلق عليه النار الرقيب ألكسندر ريابتسيف من الجيش السوفييتي، وذلك في قاعدة عسكرية سوفييتية في لودفيغسلوست في  ألمانيا الشرقية.
- 25 مارس – حفل جوائز الأكاديمية السابع والخمسين (المعروف بجوائز الأوسكار) يعقد في لوس أنجلس، ويفوز فيلم «أماديوس» بجائزة أفضل فيلم.

### أبريل

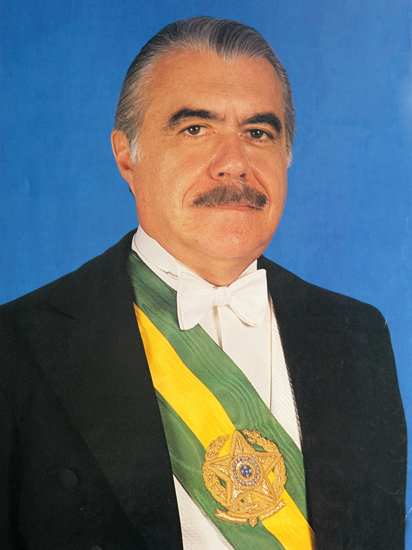
21 أبريل - خوسيه سارني يتولى الحكم بعد وفاة الرئيس تانكريدو نيفيس ليصبح أول رئيس مدني للبرازيل

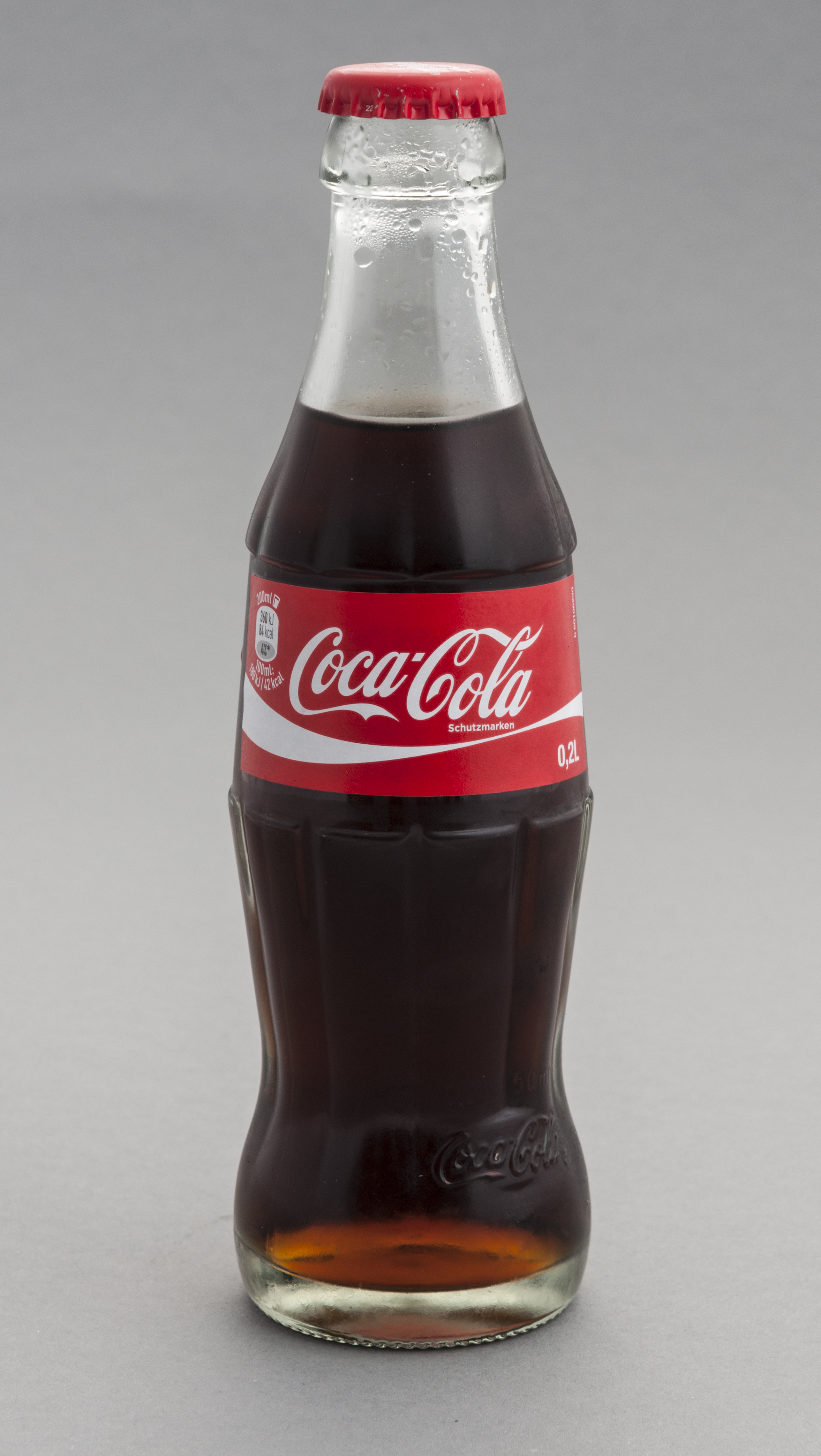
23 أبريل - كوكا كولا تغير تركيبتها لكن لم تحقق رواجاً، وتعود مرة أخرى إلى التركيبة الأصلية

- الحرب السوفييتية الأفغانية:  الاتحاد السوفيتي يبدأ في نقل القتال من مقاتلة المجاهدين إلى القوات المسلحة في جمهورية أفغانستان الديمقراطية، وكان هذا من أسباب ثورات عام 1989.
- 1 أبريل –  اليابان: خصخصة الشركة العامة للتلغراف والهاتف، وشركة التبغ، والشركة العامة للملح، وتغيير أسمائها إلى شركة نيبون للتلغراف والهاتف (المعروفة باسم إن تي تي)، وشركة جابان توباكو.
- 11 أبريل –
  - حاملة الطائرات الأمريكية «يو إس إس كورال سي» تصطدم بناقلة النفط الإكوادورية «نابو» أمام سواحل  كوبا.
  - وفاة أنور خوجة زعيم جمهورية ألبانيا الشعبية الاشتراكية.
- 12 أبريل – تفجير إلدسكانسو: تفجير إرهابي منسوب إلى منظمة الجهاد الإسلامي، يستهدف مطعم إلدسكانسو قرب مدريد عاصمة  إسبانيا، والذي يرتاده أفراد من القاعدة الجوية الأمريكية توريخون، وخلف 18 قتيلاً كلهم من الإسبان، و82 مصاباً.
- 15 أبريل –  جنوب إفريقيا ترفع الحظر على الزواج بين الأعراق.
- 19 أبريل –
  -  الاتحاد السوفيتي يجري اختباراً نووياً في شرق  كازاخستان.
  - بدء حصار استمر أربعة أيام لمجموعة التفوق العنصري الأبيض سي إس إيه «ذا كوفينانت»، «ذا سوورد»، «ذا أرم أوف ذا لورد» (العهد، السيف، ذراع الرب) وذلك في ولاية أركانساس الأمريكية.
- 21 أبريل –  البرازيل: وفاة الرئيس البرازيلي تانكريدو نيفيس، ويخلفه نائب الرئيس خوسيه سارني، ويظل في المصب حتى 1990.
- 23 أبريل – كوكاكولا تغير تركيبتها وتصدر المشروب الجديد باسم نيو كوك New Coke. لكنه يلاقي رفضاً واسعاً من الزبائن، مما يضطر الشركة إلى العودة إلى التركيبة الأصلية بعد أقل من ثلاثة أشهر.
- 28 أبريل – انشقاق حزب نزع السلاح النووي في  أستراليا.

### مايو

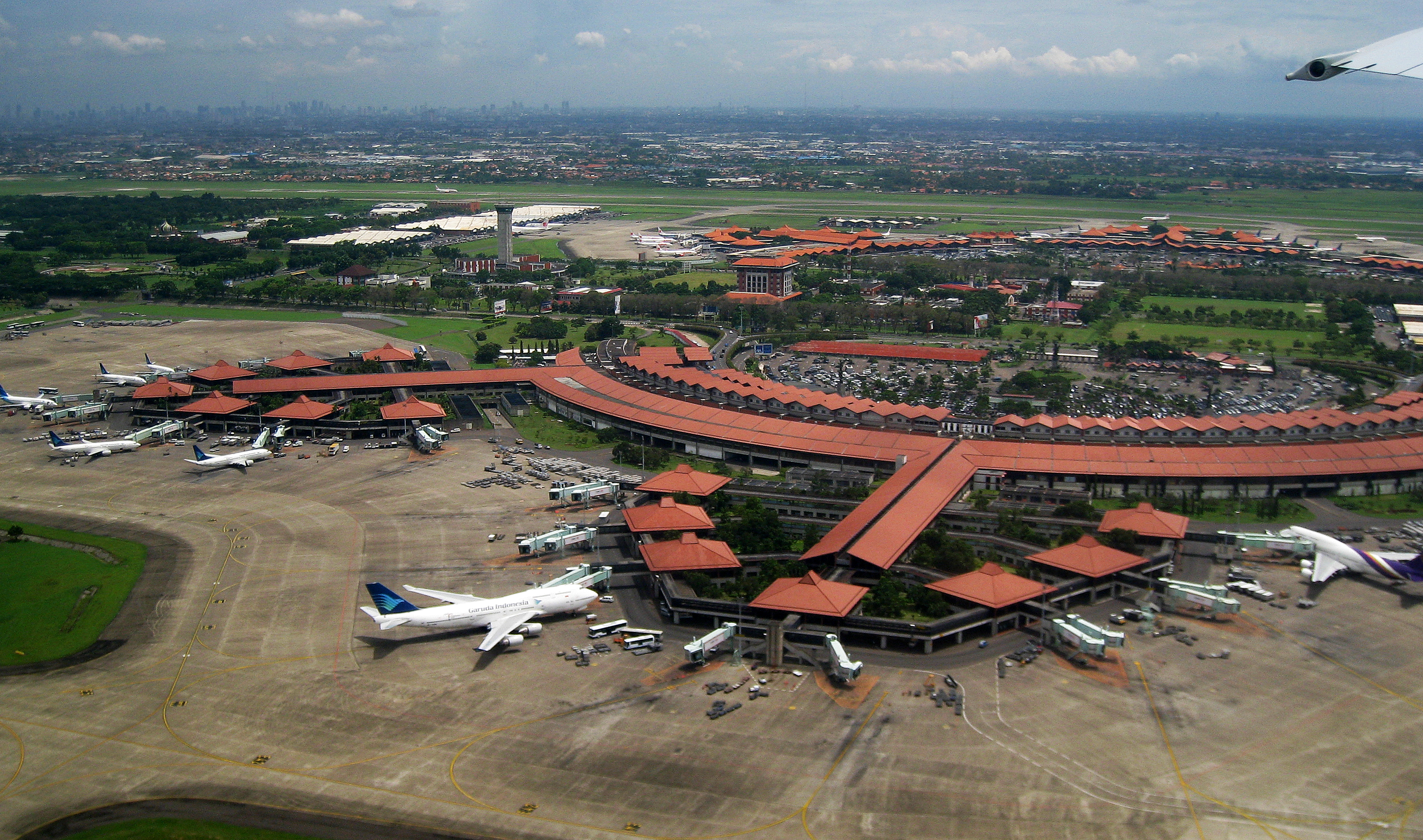
1 مايو - افتتاح مطار سوكارنو هاتا الدولي

- 1 مايو – افتتاح مطار سوكارنو هاتا الدولي، ويصبح المطار الدولي الرئيسي الجديد في  إندونيسيا.
- 4 مايو – مسابقة الأغنية الأوروبية «يوروفيجن» الثلاثون تنطلق في غوتنورغ في  السويد، وتفوز فرقة «بابيساكس» Bobbysocks بأغنية «لا ديت سوينغي» لصالح  النرويج.
- 5 مايو – يقوم الرئيس الأمريكي رونالد ريغان مع مستشار ألمانيا الغربية هيلموت كول، بزيارة مقبرة في بيتبورغ في  ألمانيا الغربية، وتثير تلك الزيارة الجدل حيث تضم تلك المقبرة قبور 59 من القوات الخاصة النازية في الحرب العالمية الثانية.
- 9 مايو – تنظيم ثالث استعراض عسكري ليوم النصر (الانتصار السوفييتي على النازية الألمانية في الحرب العالمية الثانية) في الميدان الأحمر في موسكو. (الاحتفال الأول عقد في 1945 والثاني في 1965). ويضم دبابات تي 34 وتي 85، والمحاربين القدامى في الحرب العالمية الثانية من  بولندا و تشيكوسلوفاكيا و الاتحاد السوفيتي، وهو أول استعراض عسكري يعقد أثناء حكم ميخائيل غورباتشوف.
- 11 مايو –
  - إف بي آي تتهم رسمياً رؤساء عائلات المافيا الخمسة في مدينة نيويورك الأمريكية.
  - حريق استاد مدينة برادفورد: الحريق يلتهم الحامل الخشبي في استاد فالي باراد في برادفورد في  إنجلترا، خلال مباراة كرة قدم، ومقتل 56 شخص.
- 13 مايو –
  - عمدة مدينة فيلادلفيا يصدر أوامره للشرطة باقتحام مقر مجموعة موف MOVE المتطرفة لإنهاء الإضراب. ألقت الشرطة بالداخل عبوة ناسفة، وقتل 11 من أعضاء المجموعة ولحق الدماء بحوالي 61 منزلاً جراء الحريق الناتج عن ذلك.
  - الجمعية الوطنية في  الكويت يمنح المرأة حق الانتخاب. ألغي الحق في عام 1999، ثم أقر مرة أخرى عام 2005.
- 15 مايو –
  - المتطرف الأمريكي تيودور كازينسكي الملقب بـ أونابومبر يرسل عبوة ناسفة إلى جون هاوز في جامعة كاليفورنيا في بيركلي، فيحدث إصابته.
  -  الأرجنتين: الرئيس الأرجنتيني راؤول ألفونسين ينهي السيطرة الأرجنتينية على جزر فوكلاند، لكن يحتفظ بالمطالبة بتبعية الجزر للأرجنتين وليس ل  المملكة المتحدة.
- 16 مايو – الإعلان عن وجود ثقب الأوزون من قبل علماء المسح البريطاني لقارة أنتاركتيكا.
- 17 مايو - نهاية حرب لبنان 1982 في 17 مايو 1985 والتي بدأت في 6 يونيو 1982.
- 22 مايو - تعيين ميخائيل غورباتشوف أمين عام للجنة المركزية في الحزب الشيوعي السوفيتي.
- 23 مايو – توماس باتريك كافانو يحكم عليه بالسجن مدى الحياة لمحاولته بيع أسرار تتعلق بطائرة تجسس مقاتلة إلى الاتحاد السوفيتي.
- 25 مايو –
  - محاولة اغتيال أمير  الكويت الشيخ جابر الأحمد الجابر الصباح على يد إيرانيين. 
  - مقتل حوالي عشرة آلاف شخص بسبب تضرر  بنغلاديش بأمواج عاتية نشأت عن عاصفة استوائية من الدرجة الأولى.
- 26 مايو – السائق الشاب داني سوليفان يهزم السائق المخضرم ماريو أندريتي في سباق سيارات إنديانابوليس 500 لعام 1985.
- 29 مايو – كارثة استاد هايزل: مقتل 38 متفرجاً خلال أعمال الشغب في المدرجات خلال المباراة النهائية لكأس أوروبا بين فريقي ليفربول ويوفنتوس في استاد هايزل في بروكسل في  بلجيكا.
- 31 مايو – عدد من الأعاضير يضرب ولايات أمريكية هي أوهايو وبنسلفانيا ونيويورك وأونتاريو، مخلفة 90 قتيلاً.

### يونيو

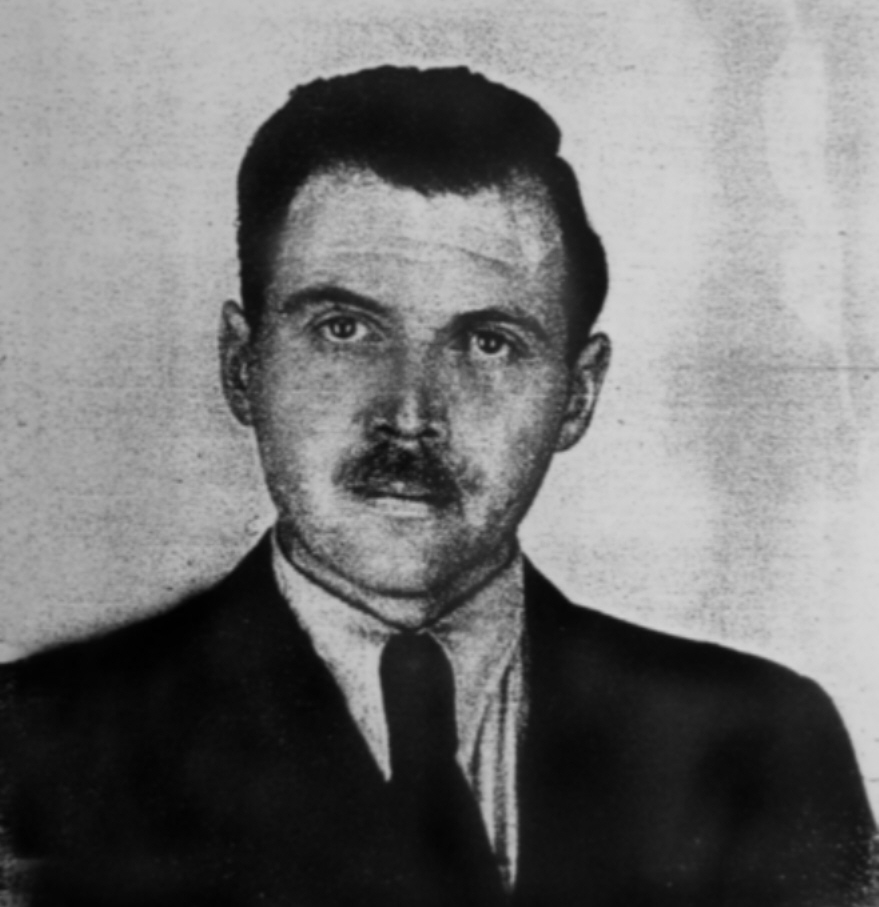
6 يونيو - نبش قبر يوزف مينغيلي الضابط النازي المعروف بملاك الموت

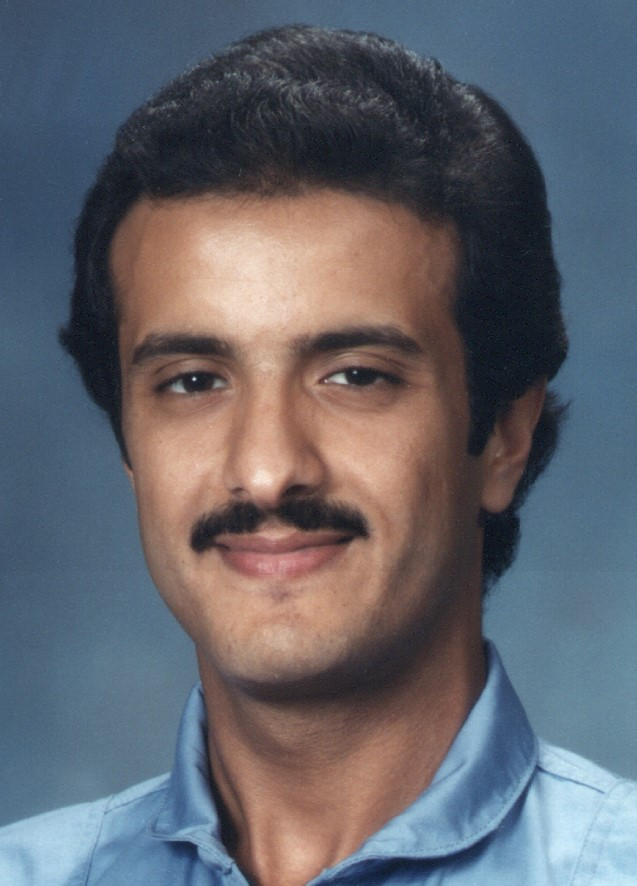
24 يونيو - سلطان بن سلمان آل سعود، أول عربي يزور الفضاء

- 6 يونيو – نبش قبر الطبيب والضابط الألماني يوزف مينغيلي الملقب بملاك الموت أو الملاك الأبيض – وهو المشهور بإجرائه تجارب نازية على المعتقلين في معسكر اعتقال أوشفيتس، والذي كان دفن في عام 1979 تحت اسم مستعار هو فولفغانغ غيرهارد في مدينة إمبو داس آرتس  البرازيل.
- 13 يونيو – الشرطة في أوبورن في واشنطن تنجح في نزع فتيل قنبلة أرسلها المتطرف المشهور باسم أونابومبر إلى شركة بوينغ.
- 14 يونيو –
  - طائرة الرحلة رقم 847 التابعة لشركة طيران ترانس وورلد إيرلانز والتي تقل 153 راكباً والمتجهة من أثينا إلى روما، تخطفها مجموعة تابعة لحزب الله اللبناني. وقتل أحد الركاب وهو روبرت ستيثام الضابط في البحرية الأمريكية. واعتقلت الشرطة اليونانية المشتبه به اللبناني البالغ من العمر 65 سنة في يوم 21 سبتمبر 2019.
  - توقيع اتفاقية شينجن بين عدد معين من دول السوق الأوروبية المشتركة، وبذلك ظهرت للوجود منطقة الشينغن، وهي كتلة من خمس دول (في ذلك الوقت) بضوابط محددة للحدود بينها.
- 15 يونيو – إنشاء ستوديو غيبلي، وهو ستوديو للأفلام المتحركة، في طوكيو.
- 17 يونيو – جون هيندريكس يطلق قناة ديسكفري في  الولايات المتحدة.
- 20 يونيو – تفجيرات نيبال 1985: سلسلة من التفجيرات تضرب العاصمة كاتماندو ومدن أخرى في  نيبال.
- 22 يونيو – الشرطة البريطانية والأيرلندية يحبطان حملة تفجيرات خطط لها الجيش الجمهوري الأيرلندي في الأراضي الإنجليزية، والتي كانت تستهدف منتجعات سياحية فاخرة.
- 23 يونيو – طائرة الرحلة 182 تابعة لشركة طيران إير إنديا، وهي طائرة من نوع بوينغ 747، يتم تفجيرها بتفجير إرهابي على علو 31 ألف قدم فوق المحيط الأطلنطي، جنوب أيرلندا، وكانت خط الرحلة مونتريال – لندن – دلهي، وقتل في هذا التفجير كل من كان على متنها وعددهم 329 شخصاً.
- 24 يونيو – مكوك الفضاء ديسكفري يكمل مهمته، وفيه كان سلطان بن سلمان آل سعود أول عربي يزور الفضاء، كأخصائي حمولة.
- 27 يونيو – الطريق رقم 66 في الولايات المتحدة يخرج من الخدمة.

### يوليو

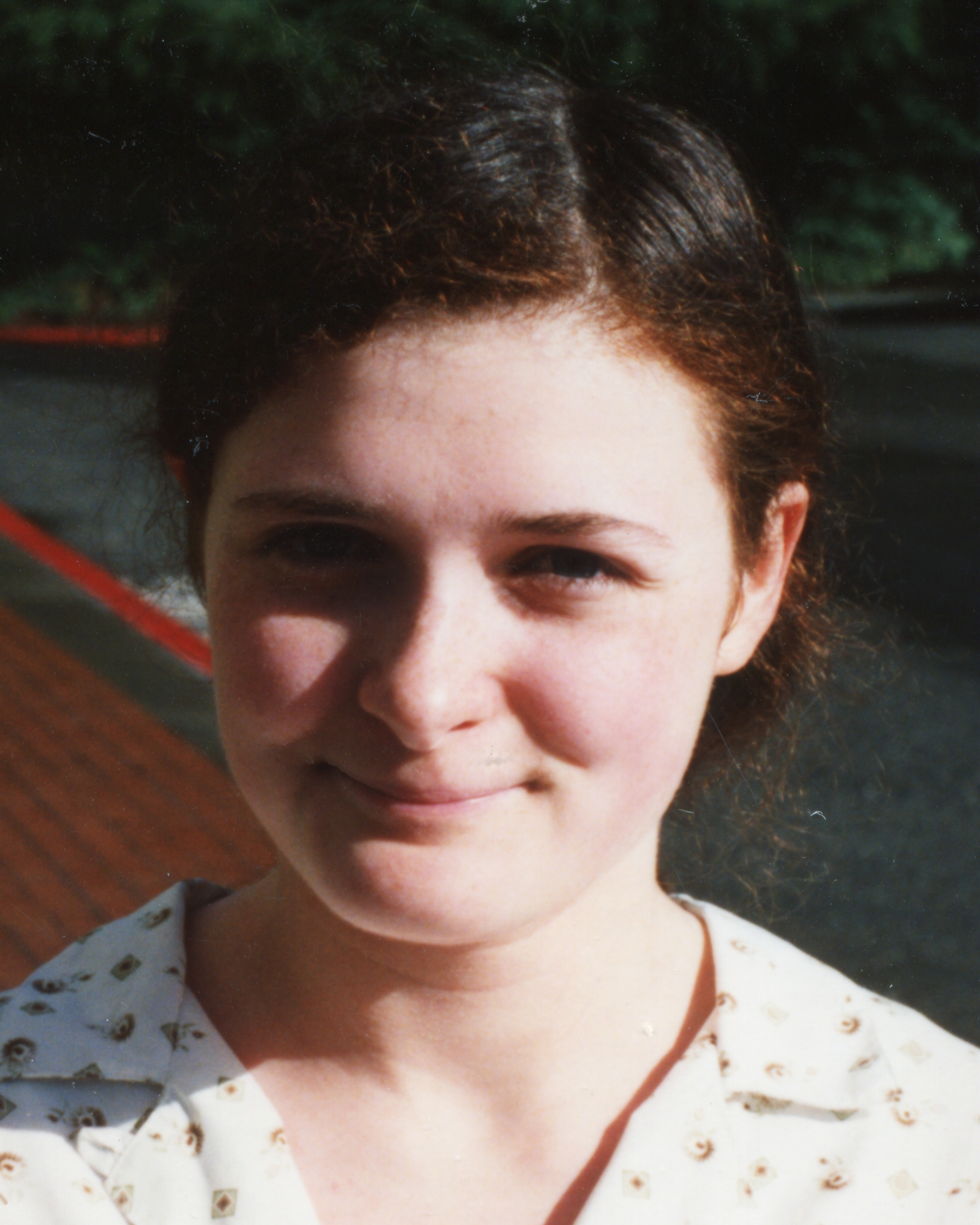
4 يوليو - الطفلة العبقرية روث لورانس أصغر طالبة تحصل على درجة علمية في الرياضيات من جامعة أكسفورد

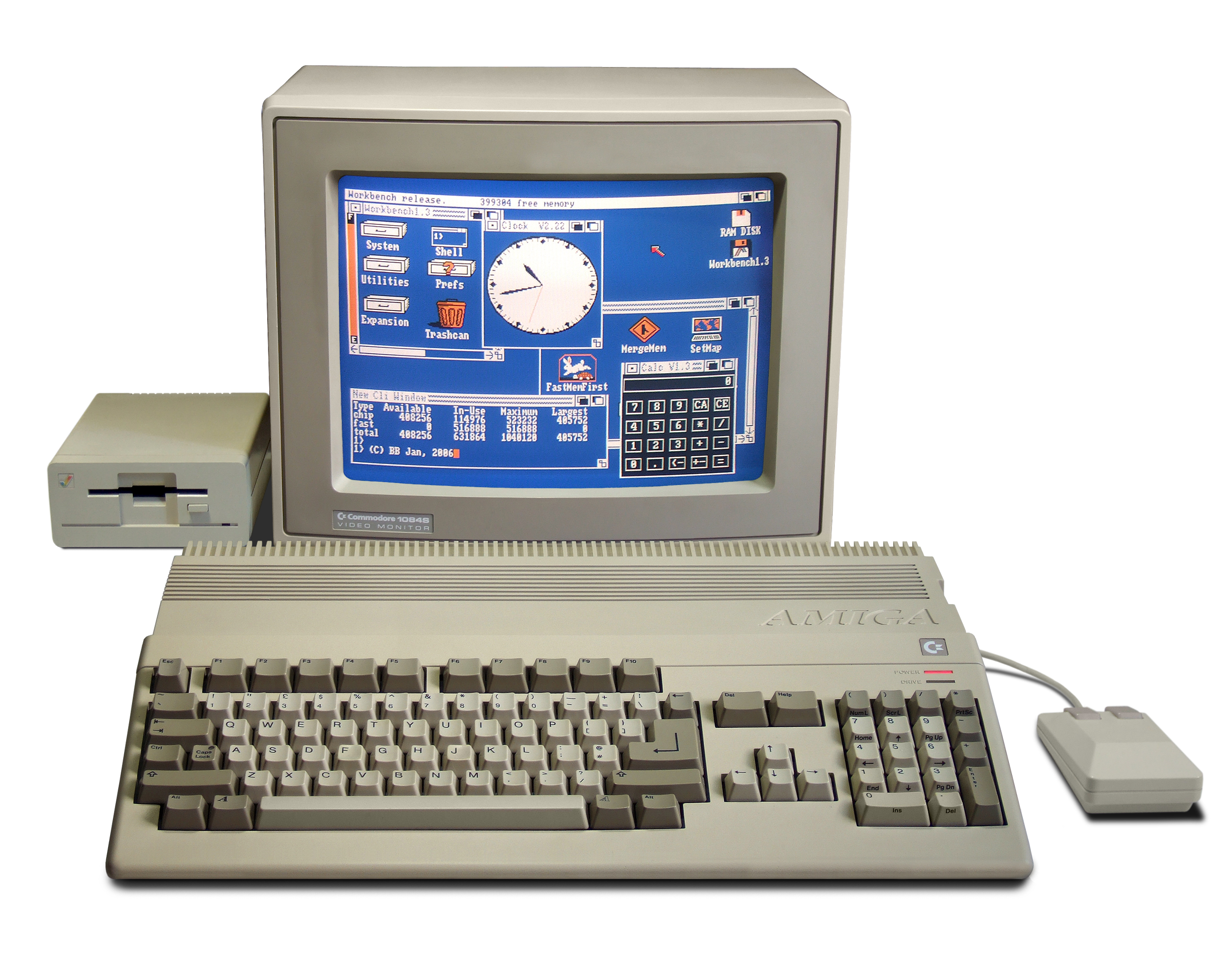
23 يوليو - شركة كومودور تصدر الحاسوب الشخصي أميغا

- 1 يوليو – اتفاقية نقل وتسليم المحكوم عليهم تدخل نطاق التنفيذ.
- 3 يوليو – بدء عرض فيلم «العودة إلى المستقبل» في صالات السنيما الأمريكية، وينتهي بكونه أعلى أفلام عام 1985 من حيث الإيرادات في  الولايات المتحدة، ويكون أول فيلم في سلسلة الأفلام الناجحة.
- 4 يوليو – روث لورانس البالغة من العمر 13 سنة، تكون أصغر طالبة بريطانية رياضيات في جامعة أوكسفورد تحصل على درجة علمية، وأصغر شخص يتخرج من الجامعة.
- 10 يوليو – سفينة «رينبو وارير» التابعة لمنظمة السلام الأخضر، يتم تفجيرها وتغرق في ميناء أوكلاند في نيوزيلاندا على يد عملاء المديرية العامة للأمن الخارجي الفرنسي.
- 13 يوليو –
- * حملة «لايف إيد» Live Aid تقيم حفلات موسيقية في لندن وفيلادلفيا تجمع أكثر من خمسين مليون جنيه إسترليني من التبرعات من أجل محاربة المجاعة في  إثيوبيا.
- * نائب الرئيس الأمريكي جورج بوش الأب يتولى مهام الرئيس الفعلية لمدة ثماني ساعات، بسبب مرور الرئيس رونالد ريغان بجراحة سرطان القولون في مركز بيثيسدا نافال الطبي، في مدينة بيثيسدا في ولاية ميريلاند.
- 19 يوليو –
- * نائب الرئيس جورج بوش الأب يعلن أن كريستا ماك أوليف المعلمة من ولاية نيوهامبشاير، ستكون أول معلمة تصعد للفضاء، تكون من ضمن طاقم مكوك الفضاء تشالنجر.
- * انهيار سد فال دي ستافا في  إيطاليا.
- 20 يوليو – رئيس  جنوب إفريقيا بيتر وليام بوتا، تعلن حالة الطوارئ في 36 مقاطعة كبيرة في  جنوب إفريقيا، وسط تنامي أعمال الشغب في المدن ذات الأغلبية السوداء.
- 23 يوليو – شركة كومودور تطلق الكومبيوتر الشخصي أميغا، في مركز لينكولن في نيويورك.
- 27 يوليو – الافتتاح الرسمي للمبنى 63 كأطول ناطحة سحاب خارج أمريكا الشمالية في ضاحية يوييدو في مدينة سيول في  كوريا الجنوبية.

### أغسطس

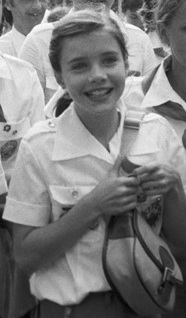
25 أغسطس - سامانثا سميث التي كتبت خطاباً إلى الأمين العام للحزب الشيوعي السوفيتي تموت في حاثة تحطم طائرة

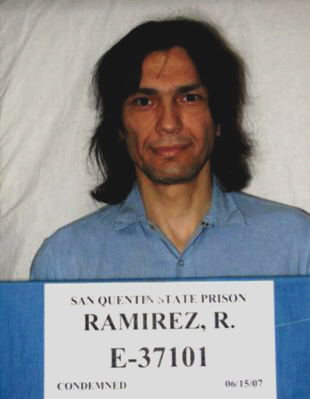
31 أغسطس - القبض على السفاح ريتشارد راميرز

- إنشاء شركة إيه تي آي تكنولوجيز ATI Technologies (واسمها الأصلي أراي تيكنولوجي) في أمريكا الشمالية على يد كا لاو، فرانسيس لاو، بيني لاو، كووك يوين هو.
- 2 أغسطس – طائرة الرحلة رقم 191 التابعة للخطوط الجوية دلتا إير لاينز، تتحطم قرب مدينة دالاس في تكساس، ومقتل 137 شخص.
- 7 أغسطس – اختيار أول رواد فضاء في  اليابان وهم كل من تاكاو دوي، مامورو موري، شياكي موكاي.
- 12 أغسطس – طائرة الرحلة رقم 123 التابعة لشركة جابان إيرلاينز، تتحطم في  اليابان ومقتل 520 شخص (أسوأ كارثة لطائرة في التاريخ).
- 14 أغسطس – وقوع مذبحة أكوماركا في اياكوتشو في  بيرو.
- 15 أغسطس – موت ثلاثة عمال مناجم في حادث في منجم فحم في جنوب شرق ولاية كنتاكي.
- 20 أغسطس – فضيحة إيران - كونترا: إرسال أول أسلحة وهي مدافع مضادة للدبابات من نوع بي جي إم-71 تاو، إلى إيران في عملية تبادل للرهائن في  لبنان، وتستفيد من منظمة كونترا المتمردة. ولم يعلم الرأي العام بهذا الأمر في ذلك الوقت.
- 22 أغسطس – طائرة الرحلة رقم 28 إم التابعة لشركة بريتش إيرتاورز: اشتعال النار في المحرك الأيسر للطائرة من نوع بوينغ 737 أثناء إقلاعها من مطار مانشستر في  إنجلترا، ومقتل 55 شخصاً (53 راكباً واثنان من طاقم الطائرة) أثناء محاولة الإجلاء من الطائرة.
- 25 أغسطس – طائرة الرحلة 1808 التابعة لشركة بار هاربور إيرلاينز، تتحطم في  الولايات المتحدة، ومقتل كل من كان على متنها وعددهم ثمانية أشخاص، ومنهم سامانثا سميث وعمرها 13 عاماً والتي عينت سفيرة النوايا الحسنة بين  الاتحاد السوفيتي و الولايات المتحدة، بسبب خطاباً كتبته إلى الأمين العام للحزب الشيوعي السوفيتي يوري أندروبوف عن الحرب النووية، وزيارتها للاتحاد السوفيتي بناءً على طلب أندروبوف.
- 28 أغسطس – أول قانون لحظر التدخين في المطاعم يمرَّر في مدينة أسبن في ولاية كولورادو.
- 31 أغسطس – إلقاء القبض على ريتشارد راميرز، السفاح المعروف باسم «نايت ستوكر» Night Stalker في لوس أنجلس.

### سبتمبر

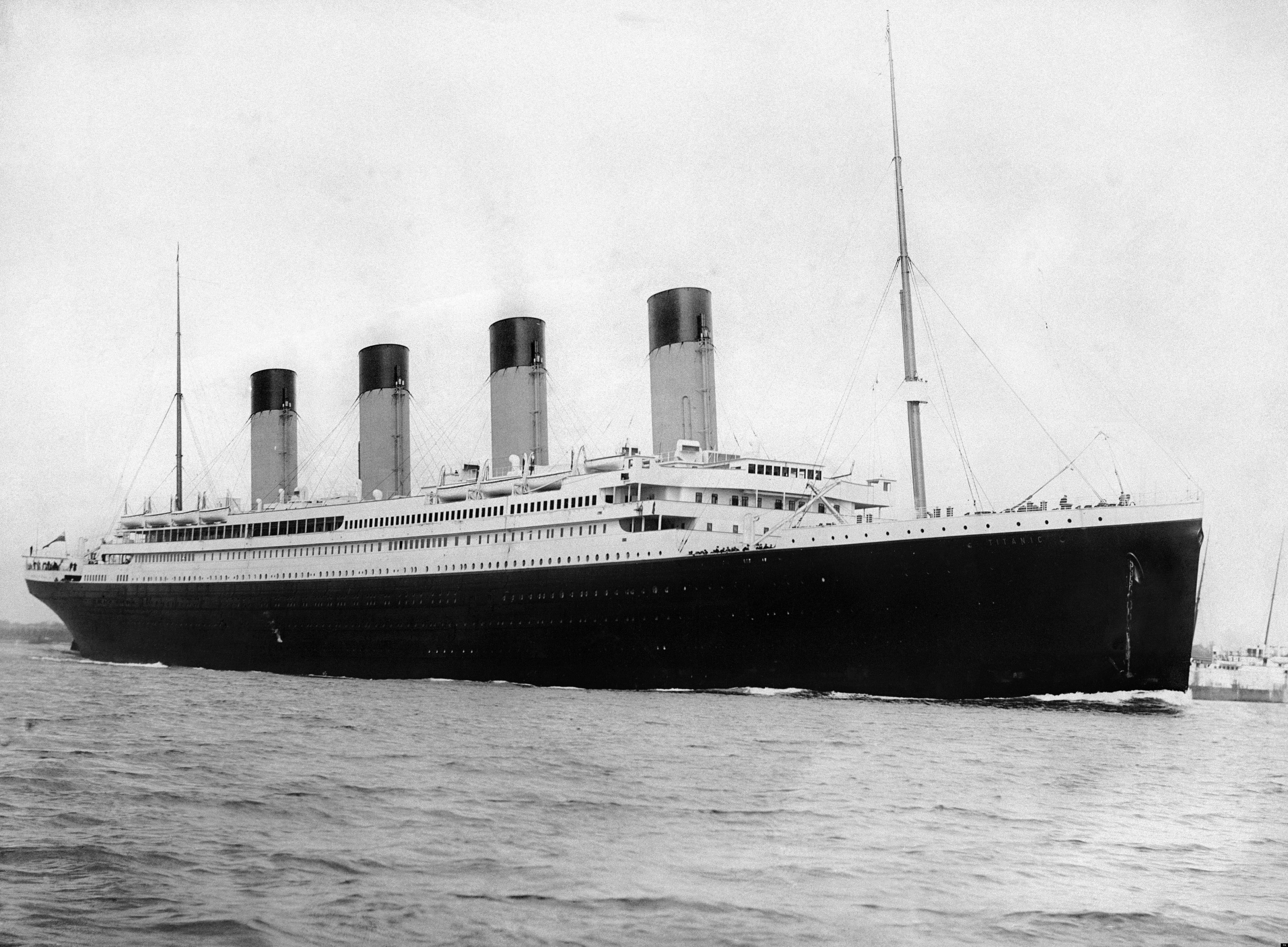
1 سبتمبر - العثور على حطام سفينة تايتانيك

- 1 سبتمبر – تحديد موقع حطام آر إم إس تيتانيك التي غرفت في عام 1912 في شمال المحيط الأطلنطي، على يد فريق أمريكي فرنسي بقيادة الدكتور روبرت بالارد (من معهد وودز هول لعلوم المحيطات) وجان لوي ميشيل (من معهد الأبحاث الفرنسي لاستغلال البحار) باستخدام السونار جانبي المسح وكذلك سفينة أر في كنور.
- 2 سبتمبر – الإعصار إيلينا يصل إلى ساحل خليج  الولايات المتحدة بعد وصوله إلى إعصار من الفئة الثالثة.
- 4 سبتمبر – الماسك غاري كارتر في فريق نيويورك ميتس يعادل الرقم القياسي بخمس ركضات في ملعب الفريق في مباراتين.
- 6 سبتمبر – طائرة الرحلة 105 التابعة لشركة ميدويست إكبريس إيرلاينز، وهو من نوع دوغلاس دي سي 9، تتحطم بعيد إقلاعها من مطار ميلووكي في ولاية ويسكونسن، ومقتل جميع الركاب وعددهم 31.
- 11 سبتمبر – بيت روز يصبح أفضل ضارب في دوري كرة القاعدة الرئيسي، بوصول عدد ضرباته إلى 4192 ضربة في مباراة في استاد ريفرفرونت في سنسناتي.
- 13 سبتمبر –
- * إطلاق لعبة «سوبر ماريو برذرز» Super Mario Bros. في شركة نينتندو إنترتينمنت سيستم.
- * استقالة ستيف جوبز من شركة أبل لكي يؤسس شركة نكست NeXT.
- 19 سبتمبر – زلزال بقوة 8.0 يضرب مكسيكو سيتي، ويقتل ما بين 5000 إلى 45000 ويجرح 30000 شخص.
- * 20 سبتمبر – طرح فكرة ضريبة الأرباح الرأسمالية في  أستراليا.
- 22 سبتمبر – توقيع اتفاق بلازا Plaza Accord من خمس دول وهي  فرنسا و ألمانيا الغربية و اليابان و الولايات المتحدة و المملكة المتحدة، لخفض قيمة الدولار الأمريكي أمام الين الياباني والمارك الألماني من خلال التدخل في أسواق صرف العملات. وذلك في فندق بلازا في مدينة نيويورك.
- 23 سبتمبر – مافيا كامورا تقتل جيانكارلو سياني الصحفي المختص بالجريمة الإيطالية.
- 26 سبتمبر – مولد الحوت «كالينا» وهو من نوع الحوت القاتل أو حوت أوركا، في حديقة سي وورلد أورلاندو. ويكون أول حوت من هذا النوع يعيش إلى ما بعد فترة الطفولة.
- 28 سبتمبر – أعمال شغب بريكستون في جنوب لندن تندلع بسبب إطلاق النار على دوروثي تشيري غروس، على يد شرطة العاصمة في بريكستون.

### أكتوبر

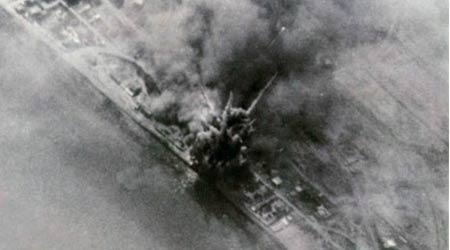
1 أكتوبر - عملية الساق الخشبية: تقصف مقر منظمة تحرير فلسطين قرب تونس

- 1 أكتوبر – عملية الساق الخشبية: الطائرات الإسرائيلية تقصف مقرات منظمة تحرير فلسطين قرب العاصمة التونسية.
- 3 أكتوبر – المكوك الفضائي أتلانتس يقوم بأول رحلاته.
- 4 أكتوبر – تأسيس مؤسسة البرمجيات الحرة في ماساشوستس في  الولايات المتحدة.
- 7 أكتوبر – اختطاف السفينة البحرية أكيلي لاورو في البحر المتوسط على يد أربع إرهابيين فلسطينيين مدججين بالسلاح. ومقتل أحد الركاب وهو الأمريكي ليون كلينغوفر.
- 18 أكتوبر – إصدار أول وحدة تحكم لألعاب الفيديو المنزلية من شركة نينتندو في  الولايات المتحدة باسم نينتندو إنترتينمنت سيستم Nintendo Entertainment System.
- 25 أكتوبر – تأسيس شركة الخطوط الجوية الإماراتية (طيران الإمارات) إميريتس إيرلاينز Emirates Airlines في مدينة دبي، وتقوم بأول رحلاتها إلى مدينة كراتشي.

### نوفمبر

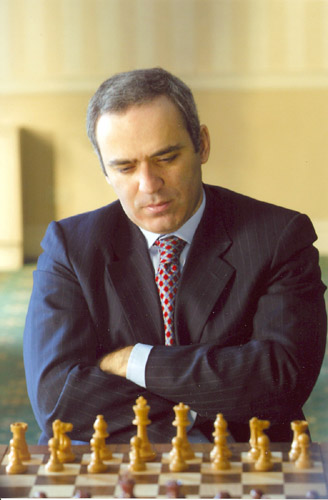
9 نوفمبر - غاري كاسباروف يتوج بطلاً للعالم في الشطرنج

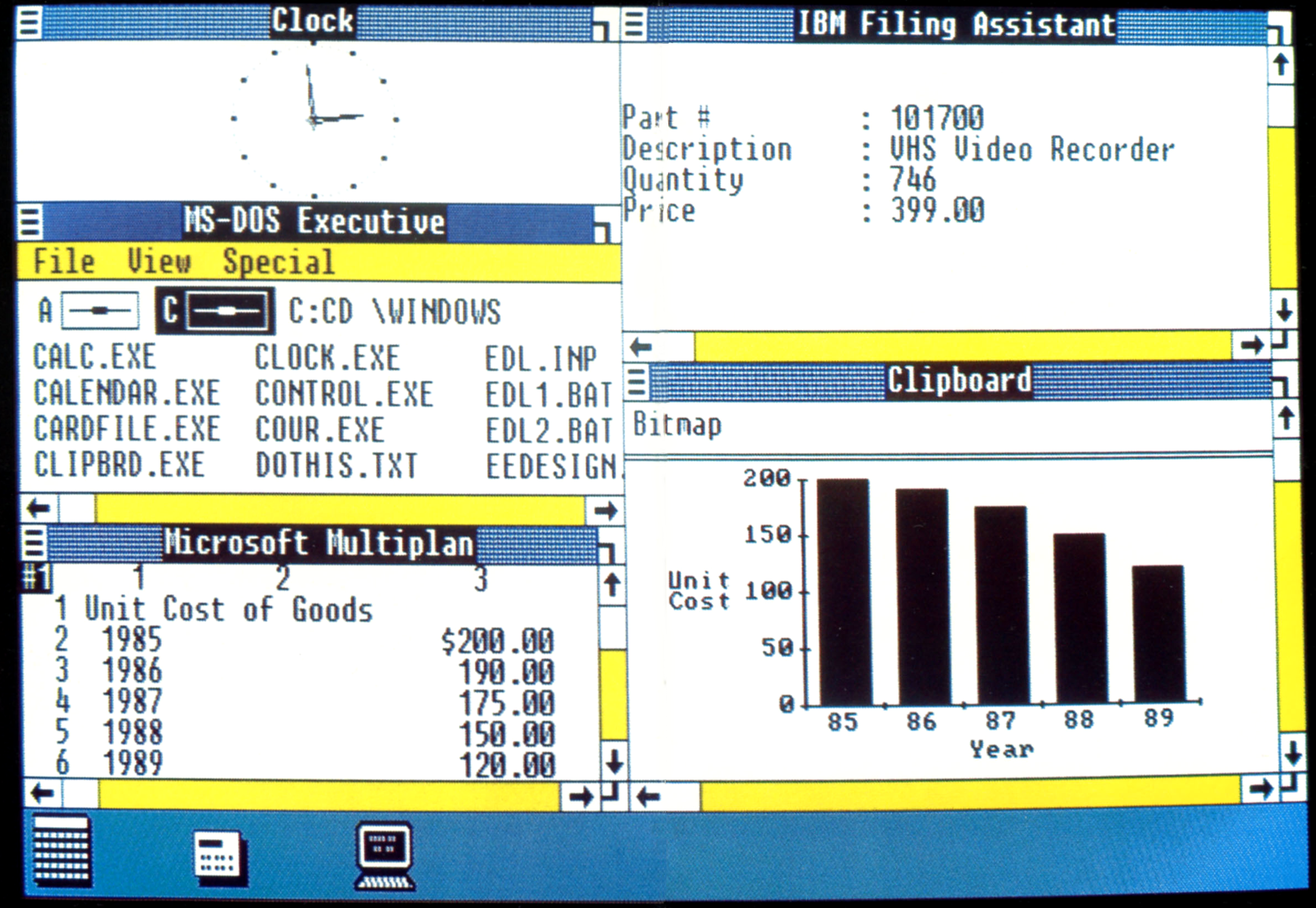
20 نوفمبر - شركة ميكروسوفت تصدرويندوز 1.0 أول إصدار من سلسلة أنظمة تشغيل ميكروسوفت ويندوز

- 5 نوفمبر – الملاكم مارك كيلر يهزم إيرول كريستي ويصبح بطل العالم في الملاكمة في الوزن المتوسط، في مباراة إنجليزية خالصة بعد أن تشاجرا أمام الكاميرات أثناء الوزن الأولي.
- 6 نوفمبر – حصار قصر العدل في  كولومبيا: أعضاء ميليشيا إم 19 (حركة 19 أبريل) الماركسية تسيطر على قصر العدل في بوغوتا عاصمة  كولومبيا، وتحتجز المحكمة العليا كرهائن. ويتدخل الجيش بعد ساعات ومقتل أكثر من نصف أعضاء المحكمة العليا.
- 9 نوفمبر – لاعب الشطرنج الروسي غاري كاسباروف صاحب الـ 22 عاماً يهزم مواطنه أناتولي كاربوف، ويصبح أصغر بطل للعالم في الشطرنج.
- 11 نوفمبر - إعلان أم الفحم مدينة.
- 12 نوفمبر – حدوث خسوف شمسي كلي على قارة أنتاركتيكا القطبية في تمام الساعة الثانية بعد الظهر وإحدى عشر دقيقة واثنان وعشرين ثانية.
- 13 نوفمبر –
  - مأساة أرميرو: ثورة بركان نيفادو ديل رويز، ومقتل حوالي 23 ألف شخص، ومنهم 21 ألف في مدينة أرميرو في  كولومبيا بسبب الحمم المتدفقة.
  - خافيير سواريز يؤدي القسم كأول أمريكي من أصل كوبي يتولى منصب عمدة مدينة ميامي.
- 19 نوفمبر – الحرب الباردة: اجتماع الرئيس الأمريكي رونالد ريغان والسوفيتي ميخائيل غورباتشوف لأول مرة في مدينة جينيف.
- 20 نوفمبر – شركة ميكروسوفت تصدر أول نسخة من برنامج التشغيل الشهير ويندوز، باسم ويندوز واحد Windows 1.0.
- 23 نوفمبر – اختطاف طائرة الرحلة 648 التابعة لشركة الطيران المصرية مصر للطيران إيجيبت إير، على يد مجموعة تابعة لأبو نضال، وتطير إلى  مالطا حيث تقتحمها قوات الكوماندوز المصرية، ومقتل 60 شخص بشبب الرصاص والتفجيرات.
- 25 نوفمبر – إسقاط طائرة أنتونوف أن 12 التابعة لشركة الخطوط الروسية إيروفلوت: طائرة الشحن في طريقها من كويتو كوانافالي إلى لواندا، تسقطها قوة الطائرات الخاصة من جنوب أفريقيا، وتتحطم على بعد 43 كم شرق مينوغو، مركز إقليم كواندو كوبانغو في  أنغولا. ومقتل جميع الركاب وعددهم 21.
- 26 نوفمبر – الرئيس الأمريكي رونالد ريغان يبيع حقوق كتابة سيرته الذاتية إلى دار نشر راندوم هاوس بمبلغ قياسي بلغ ثلاثة ملايين دولار أمريكي.
- 29 نوفمبر – اغتيال جيرار أواور الزعيم السياسي المنفي من  سيشل، في لندن.

### ديسمبر
- 1 ديسمبر –

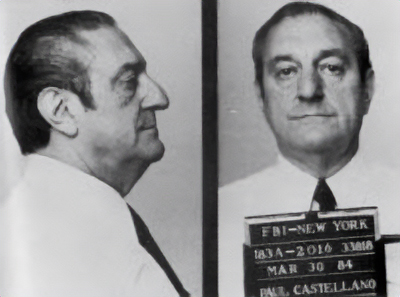
16 ديسمبر - مقتل بول كاستيلانو أحد زعماء المافيا في نيويورك

  - تأسيس المنظمة الأمريكية الأيبيرية للتعليم والعلوم والثقافة.
  - شركة فورد الأمريكية تصدر سيارة فورد توريس وميركوري سيبل في  الولايات المتحدة.
- 8 ديسمبر – تأسيس منظمة «رابطة جنوب آسيا للتعاون الإقليمي».
- 11 ديسمبر – مقتل هيو سكروتن خارج متجر لتأجير الحواسيب في مدينة ساكرامنتو في ولاية كاليفورنيا، بعبوة ناسفة من المتطرف المعروف بـ «أونابومبر»، ويكون أول ضحية لمجموعة من محاولات التفجير.
- 12 ديسمبر – طائرة الرحلة 1285 التابعة لشركة أرو إير، وهي من نوع دوغلاس دي سي 8، تتحطم بعد إقلاعها من مطار غاندر الدولي في نيوفاوندلاند، ومقتل 256 شخص (ومنهم 248 عسكريين كانوا عائدين إلى القاعدة العسكرية فورت كامبل في كنتاكي من مهمة لقوات حفظ السلام في شبه جزيرة سيناء المصرية).
- 16 ديسمبر – مقتل زعماء المافيا الأمريكية بول كاستيلانو وتوماس بيلوتي في نيويورك، في إطلاق رصاص أمام مطعم سباركس ستيك هاوس، مما أدى إلى صعود جون غوتي ليصبح زعيم عائلة غامبينو القوية والضالعة في الجريمة المنظمة.
- 20 ديسمبر – البابا جون بول الثاني يعلن عن يوم الشباب العالمي للشباب الكاثوليكي.
- 24 ديسمبر – المتطرف ديفيد لويس رايس يقتل المحامي في قضايا الحقوق المدنية تشارلز غولدمارك وزوجته واثنين من أطفاله في مدينة سياتل. وكان الدافع للقاتل هو اتهامه للعائلة لكونها يهودية وشيوعية وادعى أنه نفذ الجريمة بسبب انتمائه إلى حركة الهوية المسيحية.
- 27 ديسمبر –
  - هجمات مطارات روما وفيينا: إرهابيو أبو نضال يفتحون النار في مطارات روما وفيينا، ويقتلون 18 ويصيبون 129 شخص.
  - العثور على عالم الطبيعيات الأمريكي ديان فوسي مقتولاً في  رواندا.
- 31 ديسمبر – وفاة المغني وكاتب الأغاني والممثل ريك نيلسون في تحطم طائرة في دي كالب في ولاية تكساس الأمريكية.

### بلا تاريخ محدد
- إنشاء متحف مركب الجيزة الشمسي.

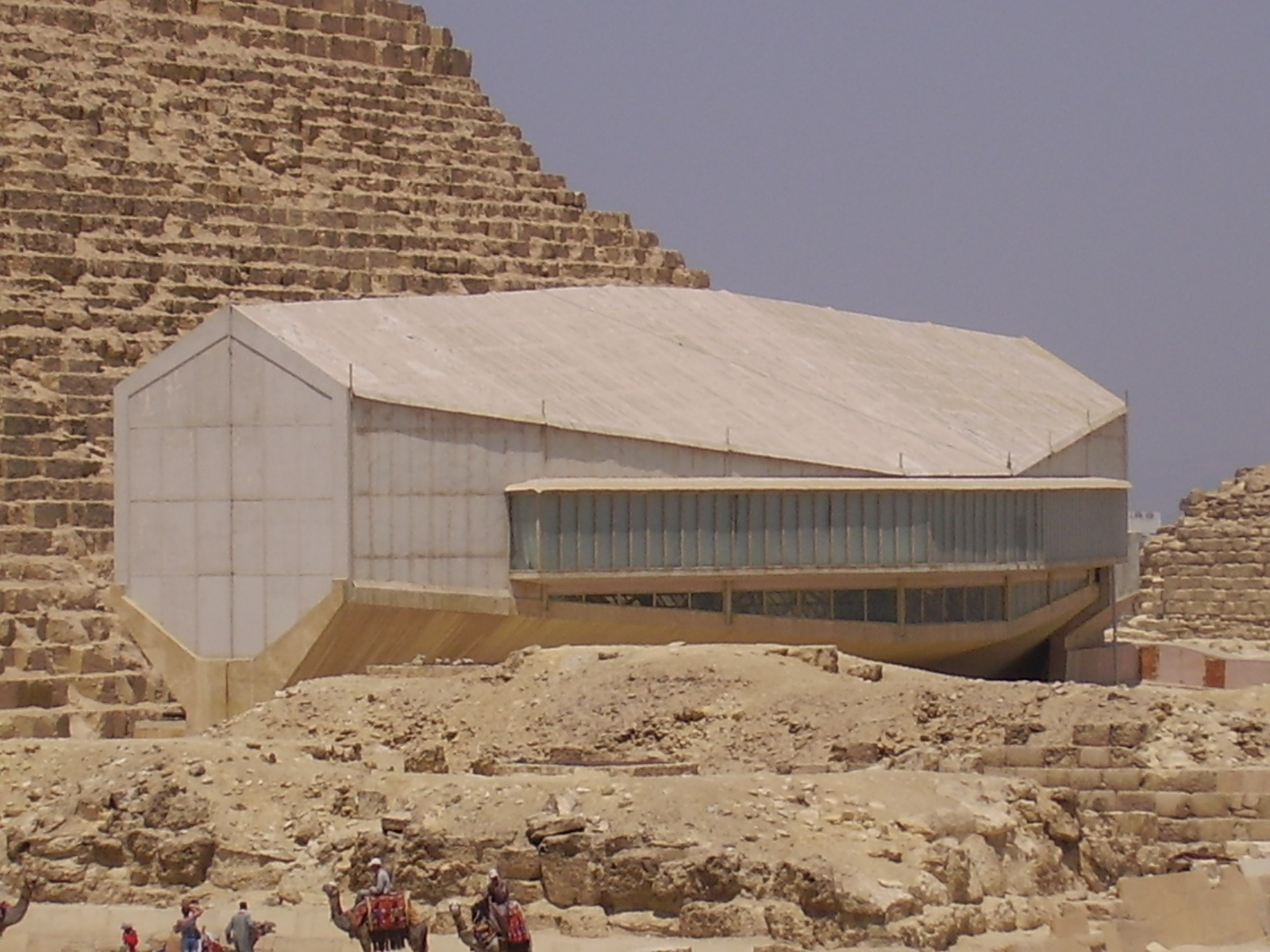
إنشاء متحف مركب الجيزة الشمسي

- الاتحاد الأفريقي يعترف بالصحراء الغربية، وتغادر  المغرب المنظمة احتجاجاً.
- تحضير مادة بوكمينستر فوليرين (سي 60) للمرة الأولى على يد علماء في جامعة رايس في  الولايات المتحدة وهم هارولد كروتو، جيمس هيث، شون أوبراين، روبرت كيرل، ريتشارد سمولي.
- استخدام اختبار دي إن ايه DNA للمرة الأولى في مجال التحقيق الجنائي.
- العثور على فصيلة من البعوض تسمى «بعوضة النمر الأسيوية» من النوع المجتاح في هيوستن في ولاية تكساس.
- تأسيس العلامة التجارية في الملابس «تومي هيلفايغر» Tommy Hilfiger في  الولايات المتحدة.
- العديد من قضايا التجسس في  الولايات المتحدة تدفع وسائل الإعلام إلى إطلاق اسم «عام الجاسوس» The Year of the Spy على عام 1985.
- استمرار مجاعة  إثيوبيا من عام 1983 إلى 1985: وحملات «أمريكا لأفريقا» (نحن العالم) و«لايف إيد» تجمع تبرعات لمواجهة المجاعة.
- يبلغ النمو السكاني في أفريقيا نسبة 3.2 بالمائة في العام.
- تأسيس شركة جونغ شينغ لأشباه الموصلات في مدينة شنجن في الصين، وهي سلف شركة زد تي إي، المشهورة عالميا بماركة الهواتف المحمولة.

## مواليد

### يناير
- 1 يناير - دنيا سمير غانم، ممثلة مصرية
- 20 يناير - مارينا إينوي، ممثلة أداء صوتي يابانية.
- 21 يناير - يومي هارا، ممثلة ومؤدية أصوات يابانية

### فبراير
- 18 فبراير - كينغو كاوانيشي، ممثل ومؤدي أصوات ياباني

### مارس
- 2 مارس - تومويوكي هيجوتشي، لاعب كرة قدم ياباني سابق
- 12 مارس - هلا يماني، ممثلة سورية
- 17 مارس - دينا الشربيني، ممثلة ومذيعة مصرية
- 18 مارس - شيروان حاجي، ممثل ومخرج سوري
- 22 مارس - ميرنا ملوحي، مغنية سورية
- 23 مارس - كاميران كنجو، ممثل سوري من أصل كردي
- 25 مارس - يوسكي كوباياشي، ممثل ومؤدي أصوات ياباني

### أبريل
- 7 أبريل - سعد لمجرد، ممثل مغربي
- 12 أبريل - فهد الحوسني، فنان ومهندس إماراتي.
- 18 أبريل - يو شيمامورا، ممثلة ومؤدية أصوات يابانية
- 18 أبريل - أحمد الخميس، ممثل كويتي
- 24 أبريل - كاوري نازوكا، ممثلة ومؤدية أصوات يابانية
- 28 أبريل - تتيانا، ممثلة لبنانية

### مايو
- 3 مايو - باسل طه، ممثل سوري

### يونيو
- 2 يونيو - ميا سعيد، مقدمة برامج وممثلة لبنانية
- 2 يونيو - ميوكي ساواشيرو، ممثلة ومؤدية أصوات يابانية
- 4 يونيو - أيمن عبد السلام، ممثل سوري
- 7 يونيو - ماري مياكي، ممثلة ومؤدية أصوات يابانية
- 21 يونيو - لانا دل راي، مغنية وكاتبة أغاني أمريكية.

### يوليو
- 8 يوليو - سامر إسماعيل، ممثل سوري
- 11 يوليو - ربى المأمون، ممثلة سورية
- 16 يوليو - يوكو هيكاسا، ممثلة ومؤدية أصوات يابانية
- 24 يوليو - هادي أسود، مغني سوري
- 25 يوليو - طلال مارديني، ممثل سوري

### أغسطس
- 1 أغسطس - عبد الله كامل، مقرئ مصري
- 25 أغسطس - لينا دياب، ممثلة سورية
- 28 أغسطس - إيمان العاصي، ممثلة مصرية
- 31 أغسطس - محمد بن سلمان بن عبد العزيز آل سعود، ولي العهد و رئيس مجلس الوزراء في السعودية.

### سبتمبر
- 3 سبتمبر - يوكي كاجي، ممثل ومؤدي أصوات ياباني
- 16 سبتمبر - إمارات رزق، ممثلة سورية

### أكتوبر
- 18 أكتوبر - رشا التقي، ممثلة لبنانية
- 21 أكتوبر - وسيم قزق، ممثل سوري
- 25 أكتوبر - أياهي تاكاغاكي، ممثلة ومؤدية أصوات يابانية

### نوفمبر
- 15 نوفمبر - هيروكي قوتو، ممثل ومؤدي أصوات ياباني
- 30 نوفمبر - أوي ميازاكي، ممثلة ومؤدية أصوات يابانية

### ديسمبر
- 15 ديسمبر - مضر جبر، ممثل سوري
- 17 ديسمبر - حسام جنيد، مغني سوري
- 31 ديسمبر - رنا العظم، ممثلة سورية

## وفيات
- أحمد حسن الباقوري.
- أسامة المشيني.
- أكسل شبرينقر.
- أندري هونبال.
- أنور خوجة.
- أورسون ويلز.
- إبراهيم النصار.
- إلياس سركيس.
- بهيج عثمان.
- بول جون فلوري.
- تجالينغ كوبمانز.
- تشارلز فرانسيس ريختر.
- جوك ستين.
- جون إندرز.
- ديان فوسي.
- سامانثا سميث.
- سانتياغو أورتيزبيريا.
- سناء محيدلي.
- سنية صالح.
- سيمون كوزنتس.
- صالح شهاب.
- عامر العقاد.
- عبد اللطيف عبد الغني حمزة.
- عبد المحسن بن عبد العزيز آل سعود.
- عبد المنعم عبد الرؤوف.
- عبد الوهاب آشي.
- عيسى الناعوري.
- غلام حسين ساعدي.
- فرانك ماكفارلين بورنيت.
- فرحات عباس.
- فرنان بروديل
- فريد غصن.
- فليكس ترومب.
- قسطنطين تشيرنينكو.
- لاديسلاو جوزيف بيرو.
- لودو كيوك.
- مارك شاغال.
- محمد فليفل.
- محمود علي البنا.
- محمود محمد طه.
- هاينريش بول.
- ولنغتون كو.
- عبد الهادي بوكارة.

### فبراير
- 14 فبراير - فرانسيسكو تامايو تيبيس، عالم نبات فنزويلي.

### يوليو
- 27 يوليو - السيد أحمد الغريفي عالم بحريني شيعي.

### أغسطس
- 12 أغسطس - ساكاموتو كيو، مغني ياباني (بسبب حادثة طائرة).

## جوائز عالمية

### جائزة نوبل
- في الفيزياء – الألماني كلاوس فون كليتزينغ.
- في الكيمياء – الأمريكيان هيربرت هاوبتمان وجيروم كارل.
- في الطب – الأمريكيان مايكل ستيوارت براون وجوزف غولدشتاين.
- في الأدب – الفرنسي كلود سيمون.
- في السلام – رابطة الأطباء الدوليون لمنع الحرب النووي.
- في الاقتصاد – الأمريكي فرانكو موديلياني.

### جائزة الملك فيصل العالمية
- في خدمة الإسلام – الأفغاني عبد رب الرسول سياف.
- في الدراسات الإسلامية – مناصفة بين محمد رشاد سالم، وفاروق أحمد حسن دسوقي، ومصطفى محمد حلمي سليمان.
- في اللغة العربية والأدب – لم تمنح.
- في الطب – مناصفة بين الأمريكي روبرت بالمر بيزلي والإيطالي ماريو ريزيتو.
- في العلوم – لم تمنح.